# That's My Word
That's My Word — восьмий студійний альбом американського репера Keak da Sneak, виданий лейблами Rah Records та All in da Doe 13 вересня 2005 р. У записі платівки взяли участь Bra Heff, Френк Стікс, BA та ін. Сингл «Super Hyphy» посів 40-ву сходинку Rhythmic Top 40, а альбом — 3-тю позицію чарту Heatseekers (Pacific).

## Список пісень
1. «Super Hyphy» — 3:26
2. «What a Relief» — 3:34
3. «Oh Girl» — 3:23
4. «Touch on Me» — 4:02
5. «Somethin' Serious» (з участю Kitt) — 5:01
6. «Hyphie» (з участю Bra Heff) — 3:27
7. «E-Yes» (з участю BA) — 4:07
8. «What Does It All Mean» (з участю Tyquan) — 4:04
9. «Ak's & SK's» (з участю Frank Sticks) — 3:26
10. «Super Hyphy» (Remix) — 3:44